# العلاقات الإسبانية الفرنسية
العلاقات الإسبانية الفرنسية هي العلاقات الثنائية التي تجمع بين إسبانيا وفرنسا.

## مقارنة بين البلدين
هذه مقارنة عامة ومرجعية للدولتين:
| وجه المقارنة                                              | إسبانيا                                                                             | فرنسا                                                    |
| --------------------------------------------------------- | ----------------------------------------------------------------------------------- | -------------------------------------------------------- |
| المساحة (كم2)                                             | 505.99 ألف                                                                          | 643.80 ألف                                               |
| عدد السكان (نسمة)                                         | 46.73 مليون                                                                         | 67.12 مليون                                              |
| الكثافة السكانية (ن./كم²)                                 | 92.35                                                                               | 104.26                                                   |
| العاصمة                                                   | مدريد                                                                               | باريس                                                    |
| اللغة الرسمية                                             | اللغة الإسبانية، اللغة الغاليسية، لغة بشكنشية، اللغة الكتالونية، اللغة الأوكسيتانية | لغة فرنسية                                               |
| العملة                                                    | يورو، بيزيتا إسبانية                                                                | يورو، فرنك س ف ب، فرنك فرنسي، Livre tournois ‏            |
| الناتج المحلي الإجمالي (بليون دولار)                      | 1.31 تريليون                                                                        | 2.58 تريليون                                             |
| الناتج المحلي الإجمالي (تعادل القوة الشرائية) بليون دولار | 1.77 تريليون                                                                        | 2.87 تريليون                                             |
| الناتج المحلي الإجمالي الاسمي للفرد دولار أمريكي          | 28.16 ألف                                                                           | 36.20 ألف                                                |
| الناتج المحلي الإجمالي للفرد دولار أمريكي                 | 38.00 ألف                                                                           | 39.33 ألف                                                |
| مؤشر التنمية البشرية                                      | 0.876                                                                               | 0.888                                                    |
| رمز المكالمات الدولي                                      | +34                                                                                 | +33                                                      |
| رمز الإنترنت                                              | .es                                                                                 | .fr، .bzh ‏، .tf، .re، .wf، .yt، .pm، .paris              |
| المنطقة الزمنية                                           | ت ع م+01:00، ت ع م+02:00                                                            | أوروبا/باريس ‏، توقيت وسط أوروبا، توقيت وسط أوروبا الصيفي |

## مدن متوأمة
في ما يلي قائمة باتفاقيات التوأمة بين مدن إسبانية وفرنسية:
- ترتبط دانية مع شوليه باتفاقية توأمة.
- ترتبط خاجا مع أولورون سانت ماري باتفاقية توأمة.
- ترتبط توريلافيجا مع روشفور باتفاقية توأمة.
- ترتبط توردسيلاس مع Hagetmau [الإنجليزية]‏ باتفاقية توأمة.
- ترتبط ريوس مع بريف لا غايلارد باتفاقية توأمة.
- ترتبط ألاما دي غرانادا مع بانيير دو بيجور باتفاقية توأمة.
- ترتبط Calanda, Spain [الإنجليزية]‏ مع Frouzins [الإنجليزية]‏ باتفاقية توأمة.
- ترتبط أرينيس دي مار مع Auterive, Haute-Garonne [الإنجليزية]‏ باتفاقية توأمة.
- ترتبط كاوديتي مع Marseillan, Hérault [الإنجليزية]‏ باتفاقية توأمة.
- ترتبط كاستريون مع Eysines [الإنجليزية]‏ باتفاقية توأمة.
- ترتبط المنسى مع سان ميدار أون جال باتفاقية توأمة.
- ترتبط Carcaixent [الإنجليزية]‏ مع Bagnols-sur-Cèze [الإنجليزية]‏ باتفاقية توأمة.
- ترتبط أرجاندا ديل ري مع نوازي لو سيك باتفاقية توأمة.
- ترتبط Montblanc, Spain [الإنجليزية]‏ مع Montblanc, Hérault [الإنجليزية]‏ باتفاقية توأمة.[17]
- ترتبط لا تايادا مع Saint-Jean-Pla-de-Corts [الإنجليزية]‏ باتفاقية توأمة.
- ترتبط Valls [الإنجليزية]‏ مع Saint-Cyr-sur-Loire [الإنجليزية]‏ باتفاقية توأمة.
- ترتبط Algemesí [الإنجليزية]‏ مع ريوم باتفاقية توأمة.
- ترتبط سريا مع كوليور باتفاقية توأمة.
- ترتبط بربشتر مع سان جودان باتفاقية توأمة.
- ترتبط Dragonera [الإنجليزية]‏ مع Perros-Guirec [الإنجليزية]‏ باتفاقية توأمة.
- ترتبط ماكايل مع جاري باتفاقية توأمة.
- ترتبط Ribadeo [الإنجليزية]‏ مع لوكتودي باتفاقية توأمة.
- ترتبط فيغيراس مع بيربينيا باتفاقية توأمة.
- ترتبط Ripollès [الإنجليزية]‏ مع Conflent [الإنجليزية]‏ باتفاقية توأمة.
- ترتبط أربوثياس مع Florac [الإنجليزية]‏ باتفاقية توأمة منذ 1987.
- ترتبط كارينينا مع Saint-Pierre-d'Oléron [الإنجليزية]‏ باتفاقية توأمة.
- ترتبط أنتقيرة مع آجدي باتفاقية توأمة.
- ترتبط سرقسطة مع بو باتفاقية توأمة.
- ترتبط ليناريس مع كاستر باتفاقية توأمة.
- ترتبط بادرون مع Noirmoutier-en-l'Île [الإنجليزية]‏ باتفاقية توأمة.
- ترتبط أتيكا مع ليزات سور ليزيه [الإنجليزية]‏ باتفاقية توأمة.
- ترتبط L'Ametlla de Mar [الإنجليزية]‏ مع Villeneuve-de-la-Raho [الإنجليزية]‏ باتفاقية توأمة منذ 2000.
- ترتبط ريبوي مع برادس [الإنجليزية]‏ باتفاقية توأمة.
- ترتبط أولسيا دي مونتسيرات مع دول (فرنسا) باتفاقية توأمة.
- ترتبط Palas de Rei [الإنجليزية]‏ مع Plouha [الإنجليزية]‏ باتفاقية توأمة.
- ترتبط طراغونة مع أورليان باتفاقية توأمة منذ 11 أكتوبر 1996.[18][19][20][21]
- ترتبط Venta de Baños [الإنجليزية]‏ مع Coulounieix-Chamiers [الإنجليزية]‏ باتفاقية توأمة.
- ترتبط Carlet [الإنجليزية]‏ مع Chilly-Mazarin [الإنجليزية]‏ باتفاقية توأمة.
- ترتبط فيتوريا-غاستيز مع أنغوليم باتفاقية توأمة.
- ترتبط بايونا مع Pornic [الإنجليزية]‏ باتفاقية توأمة.
- ترتبط سانتا كولوما دي جرامانيت مع أليس (فرنسا) باتفاقية توأمة.
- ترتبط ألمونتي مع سيرت (فرنسا) باتفاقية توأمة.
- ترتبط خيخون مع نيور باتفاقية توأمة.
- ترتبط إلش مع تولوز باتفاقية توأمة.
- ترتبط سوانسيس مع باسنز جيروند باتفاقية توأمة.
- ترتبط كامبادوس مع جبل القديس ميشيل باتفاقية توأمة.
- ترتبط فيلانويفا دي لا كانادا مع Le Vésinet [الإنجليزية]‏ باتفاقية توأمة.
- ترتبط مالغرات دي مار مع Seynod [الإنجليزية]‏ باتفاقية توأمة منذ 2006.
- ترتبط Graus [الإنجليزية]‏ مع تورنفويل باتفاقية توأمة.
- ترتبط Isaba [الإنجليزية]‏ مع Arette [الإنجليزية]‏ باتفاقية توأمة منذ 1977.
- ترتبط فايلاجويوسا/لا فايلا جوايوسا مع فيتري باتفاقية توأمة.
- ترتبط صفراء مع رامبوييه باتفاقية توأمة.
- ترتبط ألبايدا مع Ruelle-sur-Touvre [الإنجليزية]‏ باتفاقية توأمة.
- ترتبط أوندا مع Montendre [الإنجليزية]‏ باتفاقية توأمة.
- ترتبط بالنثيا مع بورج باتفاقية توأمة.
- ترتبط مالبيسا دي بيرغينتينوس مع Noirmoutier-en-l'Île [الإنجليزية]‏ باتفاقية توأمة.
- ترتبط ميدينا ديل كامبو مع Montmorillon [الإنجليزية]‏ باتفاقية توأمة منذ 1994.
- ترتبط توميلوسو مع نيور باتفاقية توأمة.
- ترتبط Sort, Spain [الإنجليزية]‏ مع ساينت-جورنيز أرييج باتفاقية توأمة.
- ترتبط L'Eliana [الإنجليزية]‏ مع Mirande [الإنجليزية]‏ باتفاقية توأمة.
- ترتبط رينتيريا مع تيل (فرنسا) باتفاقية توأمة.
- ترتبط أوفييدو مع كليرمون فيران باتفاقية توأمة منذ 26 يناير 1972.[22][22][22][22]
- ترتبط سانتونيا مع Lons [الإنجليزية]‏ باتفاقية توأمة.
- ترتبط ميداينا دي بومار مع Peyrehorade [الإنجليزية]‏ باتفاقية توأمة.
- ترتبط باينيدا دي مار مع Arles-sur-Tech [الإنجليزية]‏ باتفاقية توأمة.
- ترتبط أبانيا مع فيلوربان باتفاقية توأمة.
- ترتبط ماخادائوندا مع كلامار باتفاقية توأمة.
- ترتبط Molina de Aragón [الإنجليزية]‏ مع Vouillé, Deux-Sèvres [الإنجليزية]‏ باتفاقية توأمة.
- ترتبط شريش مع آرل باتفاقية توأمة.
- ترتبط إثنايوث مع سافيني لي تمبل باتفاقية توأمة.
- ترتبط كريفايلنت مع Fontenay-le-Comte [الإنجليزية]‏ باتفاقية توأمة.
- ترتبط أليلا مع Carquefou [الإنجليزية]‏ باتفاقية توأمة.
- ترتبط غرناطة مع آكس أون بروفانس باتفاقية توأمة منذ 1991.
- ترتبط وادي الحجارة مع روآن باتفاقية توأمة.
- ترتبط لوشة مع إرمونت باتفاقية توأمة.
- ترتبط Autol [الإنجليزية]‏ مع Barbazan-Debat [الإنجليزية]‏ باتفاقية توأمة.
- ترتبط Consuegra [الإنجليزية]‏ مع Le Passage, Lot-et-Garonne [الإنجليزية]‏ باتفاقية توأمة.
- ترتبط سان فيلايو دي يوبريغات مع Villeneuve-le-Roi [الإنجليزية]‏ باتفاقية توأمة.
- ترتبط جافيا مع Thiviers [الإنجليزية]‏ باتفاقية توأمة.
- ترتبط إستجة مع Les Pavillons-sous-Bois [الإنجليزية]‏ باتفاقية توأمة.
- ترتبط قرمونة مع Laudun-l'Ardoise [الإنجليزية]‏ باتفاقية توأمة.
- ترتبط كاسترو أورديالس مع كابورج باتفاقية توأمة.
- ترتبط ميراندا دي إيبرو مع فييرزو باتفاقية توأمة.
- ترتبط شلوبينية مع بيرون (سوم) باتفاقية توأمة.
- ترتبط سان خوان دي لاس أباديساس مع لو بالي سور فيين باتفاقية توأمة.
- ترتبط ألبالات دي لا ريبيرا مع Mozac [الإنجليزية]‏ باتفاقية توأمة.
- ترتبط آبلة مع روي-مالميزون باتفاقية توأمة.
- ترتبط فالديبيناياس مع كونياك باتفاقية توأمة.
- ترتبط ألتيا مع غرانفيل باتفاقية توأمة.
- ترتبط ألمرية مع بولون-بيانكور باتفاقية توأمة.
- ترتبط قرطبة مع نيم باتفاقية توأمة منذ 1989.
- ترتبط كاستيلديفيلس مع لورمون باتفاقية توأمة.
- ترتبط روينتي مع Savignac-les-Églises [الإنجليزية]‏ باتفاقية توأمة.
- ترتبط كاسبي مع Gaillac [الإنجليزية]‏ باتفاقية توأمة.
- ترتبط ميورقة مع أجاكسيو باتفاقية توأمة.
- ترتبط سان خوان ليس فونتس مع Ydes [الإنجليزية]‏ باتفاقية توأمة.
- ترتبط بلد الوليد مع ليل باتفاقية توأمة.
- ترتبط قلعة أيوب مع أوش (فرنسا) باتفاقية توأمة.
- ترتبط Tudela de Duero [الإنجليزية]‏ مع Mûrs-Erigné [الإنجليزية]‏ باتفاقية توأمة.
- ترتبط كوبيليس مع Arles-sur-Tech [الإنجليزية]‏ باتفاقية توأمة.
- ترتبط سيجوربي مع Andernos-les-Bains [الإنجليزية]‏ باتفاقية توأمة.
- ترتبط Les Borges Blanques [الإنجليزية]‏ مع Toulouges [الإنجليزية]‏ باتفاقية توأمة.
- ترتبط مونغات مع أرجيليه-سور-مير باتفاقية توأمة.
- ترتبط كهوف المنصورة مع سانتس باتفاقية توأمة.
- ترتبط مرسية مع غراس باتفاقية توأمة.
- ترتبط بالافروغي مع Mirepoix, Ariège [الإنجليزية]‏ باتفاقية توأمة.
- ترتبط توروييا دي مونتغري مع Torreilles [الإنجليزية]‏ باتفاقية توأمة.
- ترتبط Tazones [الإنجليزية]‏ مع Glomel [الإنجليزية]‏ باتفاقية توأمة.
- ترتبط شقوبية مع تور باتفاقية توأمة.
- ترتبط أزواغا مع Saint-Affrique [الإنجليزية]‏ باتفاقية توأمة.
- ترتبط ميكينينثا مع بريسوير باتفاقية توأمة.
- ترتبط سانتا كروث دي تينيريفه مع نيس باتفاقية توأمة.
- ترتبط مونثون مع موريه باتفاقية توأمة.
- ترتبط بلاسينثيا مع نيم باتفاقية توأمة.
- ترتبط مربلة مع نيفير باتفاقية توأمة منذ 6 ديسمبر 1990.
- ترتبط أولفيغا مع Luynes, Indre-et-Loire [الإنجليزية]‏ باتفاقية توأمة.
- ترتبط بالوس دي لا فرونتيرا مع Soyaux [الإنجليزية]‏ باتفاقية توأمة.
- ترتبط لاس روزاس دي مدريد مع Villebon-sur-Yvette [الإنجليزية]‏ باتفاقية توأمة.
- ترتبط Benifairó de la Valldigna [الإنجليزية]‏ مع Redessan [الإنجليزية]‏ باتفاقية توأمة.
- ترتبط غيرونا مع ألبي باتفاقية توأمة.
- ترتبط طرطوشة مع أفينيون باتفاقية توأمة منذ 4 سبتمبر 1967.
- ترتبط برغش مع Loudun [الإنجليزية]‏ باتفاقية توأمة.
- ترتبط وشقة مع تارب باتفاقية توأمة.
- ترتبط أمير مع Malaunay [الإنجليزية]‏ باتفاقية توأمة.
- ترتبط Montseny Natural Park  [لغات أخرى]‏ مع Cévennes National Park [الإنجليزية]‏ باتفاقية توأمة منذ 25 نوفمبر 1987.
- ترتبط قصرش مع بلوا باتفاقية توأمة.
- ترتبط أراندا دي دويرو مع رومورانتان لانتونيه [الإنجليزية]‏ باتفاقية توأمة.
- ترتبط سان لورنزو دي الإسكوريال مع سانت كونتين باتفاقية توأمة.
- ترتبط لورقة مع Mauguio [الإنجليزية]‏ باتفاقية توأمة.
- ترتبط إشبيلية مع أنجيه باتفاقية توأمة.
- ترتبط لقنت مع نيس باتفاقية توأمة منذ 1 ديسمبر 1995.
- ترتبط طليطلة مع أجان باتفاقية توأمة منذ 1978.
- ترتبط Alberic, Spain [الإنجليزية]‏ مع لو بلان باتفاقية توأمة.
- ترتبط سويقة (بلنسية) مع إفرو باتفاقية توأمة.
- ترتبط أونكاستيو مع مرلاش باتفاقية توأمة.
- ترتبط تريس كانتوس مع سان ماندي باتفاقية توأمة منذ 2004.
- ترتبط كالونخي مع Saint-Paul-de-Fenouillet [الإنجليزية]‏ باتفاقية توأمة.
- ترتبط Utrillas [الإنجليزية]‏ مع Decazeville [الإنجليزية]‏ باتفاقية توأمة.
- ترتبط لوسبيتاليت دي يوبريغات مع بايون باتفاقية توأمة.
- ترتبط إل فايي مع Villeneuve-la-Rivière [الإنجليزية]‏ باتفاقية توأمة.
- ترتبط قلهرة مع Caussade [الإنجليزية]‏ باتفاقية توأمة.
- ترتبط نيرخا مع أولينز باتفاقية توأمة.
- ترتبط جزيرة شقر مع كورباي إيسون باتفاقية توأمة.
- ترتبط ليستارتيت [الإنجليزية]‏ مع Torreilles [الإنجليزية]‏ باتفاقية توأمة.
- ترتبط روبي مع كليشي باتفاقية توأمة.
- ترتبط سويير مع Port-Vendres [الإنجليزية]‏ باتفاقية توأمة منذ 13 يوليو 2018.
- ترتبط يانسا مع Pont-du-Casse [الإنجليزية]‏ باتفاقية توأمة.
- ترتبط كولادو فيلابا مع بيجل (بلدية فرنسية) باتفاقية توأمة.
- ترتبط ساغونتو مع ميلو (فرنسا) باتفاقية توأمة.
- ترتبط ثاراوث مع بلدية بونتارلييه باتفاقية توأمة.
- ترتبط أورينسي مع كامبار باتفاقية توأمة.
- ترتبط لوس بالاسيوس ذ فيلافرانكا مع Saint-Colomban, Loire-Atlantique [الإنجليزية]‏ باتفاقية توأمة منذ 14 مارس 2002.[23][23][23][23]
- ترتبط ريبوليت مع Avrillé, Maine-et-Loire [الإنجليزية]‏ باتفاقية توأمة.
- ترتبط بينيسكولا مع Villeneuve-lès-Avignon [الإنجليزية]‏ باتفاقية توأمة.
- ترتبط إيخيا دي لوس كاباييروس مع Marmande [الإنجليزية]‏ باتفاقية توأمة.
- ترتبط كاستيون دي لا بلانا مع شاتيليرولت باتفاقية توأمة.
- ترتبط Madridejos, Toledo [الإنجليزية]‏ مع Nérac [الإنجليزية]‏ باتفاقية توأمة.
- ترتبط تولوسا مع Ustaritz [الإنجليزية]‏ باتفاقية توأمة.
- ترتبط سيدجيس مع بآينير لوشون باتفاقية توأمة.
- ترتبط ألكالا دي إيناريس مع تلانس باتفاقية توأمة منذ 2002.[24][25][26][27]
- ترتبط تشايبيونا مع لا تاست دو بوك باتفاقية توأمة.
- ترتبط أبدة مع Lège-Cap-Ferret [الإنجليزية]‏ باتفاقية توأمة.
- ترتبط Villamanrique de la Condesa [الإنجليزية]‏ مع Saintes-Maries-de-la-Mer [الإنجليزية]‏ باتفاقية توأمة.
- ترتبط سلامنكا مع نيم باتفاقية توأمة منذ 1980.
- ترتبط أرينيس دي مونت مع فيتيات باتفاقية توأمة.
- ترتبط قادس مع بريست باتفاقية توأمة منذ 1986.
- ترتبط أرنيط مع Parthenay [الإنجليزية]‏ باتفاقية توأمة.
- ترتبط سيغونثة مع Sainte-Livrade-sur-Lot [الإنجليزية]‏ باتفاقية توأمة.
- ترتبط تشينتشون مع Châteauneuf-du-Faou [الإنجليزية]‏ باتفاقية توأمة.
- ترتبط برشلونة مع Perpignan Méditerranée Métropole [الإنجليزية]‏ باتفاقية توأمة منذ 1984.
- ترتبط فراغا مع تاراسكون باتفاقية توأمة.
- ترتبط Los Arcos [الإنجليزية]‏ مع Maurs [الإنجليزية]‏ باتفاقية توأمة.
- ترتبط Enguera [الإنجليزية]‏ مع Melesse [الإنجليزية]‏ باتفاقية توأمة.
- ترتبط بنيدورم مع لي كانيت باتفاقية توأمة.
- ترتبط بنبلونة مع بايون باتفاقية توأمة منذ 1992.
- ترتبط Tàrrega [الإنجليزية]‏ مع بلايي باتفاقية توأمة.
- ترتبط Ezcaray [الإنجليزية]‏ مع Noirmoutier-en-l'Île [الإنجليزية]‏ باتفاقية توأمة.
- ترتبط ثيخين مع بيزنسون باتفاقية توأمة.
- ترتبط فيلاديكانس مع سانت اربلن باتفاقية توأمة.
- ترتبط ماتارو مع كريتاي باتفاقية توأمة.[28]
- ترتبط كولمينار فيجو مع سوريسن باتفاقية توأمة.
- ترتبط كاستيو دي أرو مع بريف لا غايلارد باتفاقية توأمة.
- ترتبط ألكوبينداس مع ابيني-سور-سين باتفاقية توأمة.
- ترتبط Lanaja [الإنجليزية]‏ مع Chasseneuil-du-Poitou [الإنجليزية]‏ باتفاقية توأمة.
- ترتبط سان مارتن دي فالديجليسياس مع Carbon-Blanc [الإنجليزية]‏ باتفاقية توأمة.
- ترتبط Vielha e Mijaran [الإنجليزية]‏ مع سان جودان باتفاقية توأمة.
- ترتبط فيلانوفا إ لا غيلترو مع ميرينياك باتفاقية توأمة.
- ترتبط أمبوستة مع Saint-Jean-de-la-Ruelle [الإنجليزية]‏ باتفاقية توأمة.
- ترتبط أوليبة مع سیسترون باتفاقية توأمة.
- ترتبط بلباو مع بوردو باتفاقية توأمة منذ 1988.
- ترتبط تورو [الإنجليزية]‏ مع كوندون (فرنسا) باتفاقية توأمة.
- ترتبط فيليس-روبايو مع أورانج (فوكلوز) باتفاقية توأمة.
- ترتبط تاراسا مع بامييه باتفاقية توأمة.
- ترتبط المنكب مع Livry-Gargan [الإنجليزية]‏ باتفاقية توأمة منذ 25 يونيو 2005.
- ترتبط Mondoñedo [الإنجليزية]‏ مع تريغييه [الإنجليزية]‏ باتفاقية توأمة.
- ترتبط Cella, Aragon [الإنجليزية]‏ مع Jouars-Pontchartrain [الإنجليزية]‏ باتفاقية توأمة.
- ترتبط بانيولاس مع سيرت (فرنسا) باتفاقية توأمة.
- ترتبط Torredembarra [الإنجليزية]‏ مع Villars, Loire [الإنجليزية]‏ باتفاقية توأمة.
- ترتبط سان فايسينت دي لا بارجويرا مع بورنيشيت باتفاقية توأمة.
- ترتبط البسيط مع فيين باتفاقية توأمة منذ 1996.
- ترتبط كانغاس دي أونيس مع أوش (فرنسا) باتفاقية توأمة.
- ترتبط تشايكلانا دي لا فرونتيرا مع بيزييه باتفاقية توأمة.
- ترتبط As Nogais [الإنجليزية]‏ مع Noyal-sous-Bazouges [الإنجليزية]‏ باتفاقية توأمة.
- ترتبط مدريد مع بوردو باتفاقية توأمة منذ 19 يناير 1982.[29][29][30][30]
- ترتبط Roncal – Erronkari [الإنجليزية]‏ مع Arette [الإنجليزية]‏ باتفاقية توأمة منذ 1991.
- ترتبط L'Espluga Calba [الإنجليزية]‏ مع Cosne-d'Allier [الإنجليزية]‏ باتفاقية توأمة.[31]
- ترتبط طرش مع موليون [الإنجليزية]‏ باتفاقية توأمة.
- ترتبط Alfaro, La Rioja [الإنجليزية]‏ مع Aureilhan, Hautes-Pyrénées [الإنجليزية]‏ باتفاقية توأمة.
- ترتبط لوغرونيو مع ليبورني باتفاقية توأمة منذ 1990.
- ترتبط سان فيليو دي غيكسولس مع بور دوبياج [الإنجليزية]‏ باتفاقية توأمة.
- ترتبط أولوت مع Thuir [الإنجليزية]‏ باتفاقية توأمة.
- ترتبط أريفالو مع أوتون باتفاقية توأمة.
- ترتبط بانييريس مع Campan [الإنجليزية]‏ باتفاقية توأمة منذ 13 يوليو 1996.
- ترتبط أسترقة مع مواساك [الإنجليزية]‏ باتفاقية توأمة.
- ترتبط غانديا مع لافال باتفاقية توأمة منذ 14 يوليو 1978.
- ترتبط لاردة مع بيربينيا باتفاقية توأمة.
- ترتبط بورتولانو مع Pouzauges [الإنجليزية]‏ باتفاقية توأمة.
- ترتبط بياسة مع قرقشونة باتفاقية توأمة.
- ترتبط بوزويلو دي الاركون مع إيسي ليه مولينو باتفاقية توأمة منذ 1990.
- ترتبط سادابا مع نافارينكس [الإنجليزية]‏ باتفاقية توأمة.
- ترتبط سان فرناندو مع مونتيني لو بريتانيو باتفاقية توأمة.
- ترتبط كليلة مع Ille-sur-Têt [الإنجليزية]‏ باتفاقية توأمة.
- ترتبط كالوسا دي سوجورا مع Sommières [الإنجليزية]‏ باتفاقية توأمة.
- ترتبط سانتياغو دي كومبوستيلا مع لو بوي أون فيلاي باتفاقية توأمة.
- ترتبط لوغو مع دينان باتفاقية توأمة.
- ترتبط Fuenmayor [الإنجليزية]‏ مع Tresses [الإنجليزية]‏ باتفاقية توأمة.
- ترتبط الكانيث مع أفينيون باتفاقية توأمة.
- ترتبط Viveiro [الإنجليزية]‏ مع لانيون باتفاقية توأمة.
- ترتبط Quintanar de la Orden [الإنجليزية]‏ مع لو مان باتفاقية توأمة.

## منظمات دولية مشتركة
يشترك البلدان في عضوية مجموعة من المنظمات الدولية، منها:
| علم المنظمة | اسم المنظمة                                  | تاريخ انضمام إسبانيا | تاريخ انضمام فرنسا |
| ----------- | -------------------------------------------- | -------------------- | ------------------ |
|             | منظمة التعاون الاقتصادي والتنمية             | ?                    | 7 أغسطس 1961       |
|             | الفريق المعني برصد الأرض                     | ?                    | ?                  |
|             | منظمة حظر الأسلحة الكيميائية                 | ?                    | ?                  |
|             | البنك الإفريقي للتنمية                       | ?                    | ?                  |
|             | مؤسسة التنمية الدولية                        | 18 أكتوبر 1960       | 30 ديسمبر 1960     |
|             | حلف شمال الأطلسي                             | 30 مايو 1982         | 4 أبريل 1949       |
|             | نظام تحكم تكنولوجيا القذائف                  | 1990                 | 1987               |
|             | يونسكو                                       | 30 يناير 1953        | 4 نوفمبر 1946      |
|             | مجلس أوروبا                                  | ?                    | 5 مايو 1949        |
|             | الاتحاد البريدي العالمي                      | ?                    | ?                  |
|             | البنك الدولي للإنشاء والتعمير                | 15 سبتمبر 1958       | 27 ديسمبر 1945     |
|             | عصبة الأمم                                   | 10 يناير 1920        | 10 يناير 1920      |
|             | المرصد الأوروبي الجنوبي                      | 2006                 | 1962               |
|             | مؤسسة التمويل الدولية                        | 24 مارس 1960         | 20 يوليو 1956      |
|             | المنظمة الأوروبية لسلامة الملاحة الجوية      | 1997                 | 1960               |
|             | وكالة الفضاء الأوروبية                       | ?                    | 30 أكتوبر 1980     |
|             | بنك التنمية الآسيوي                          | 1986                 | 1970               |
|             | الاتحاد الأوروبي                             | 1986                 | 25 مارس 1957       |
|             | وكالة ضمان الاستثمار متعدد الأطراف           | 29 أبريل 1988        | 28 ديسمبر 1989     |
|             | الأمم المتحدة                                | 14 ديسمبر 1955       | 24 أكتوبر 1945     |
|             | الوكالة الدولية للطاقة                       | ?                    | ?                  |
|             | مركز تنسيق الحركة في أوروبا ‏                 | ?                    | ?                  |
|             | Organisation for Joint Armament Cooperation ‏ | ?                    | ?                  |
|             | European Air Transport Command ‏              | ?                    | 1 يوليو 2010       |
|             | منظمة التجارة العالمية                       | ?                    | 1995               |
|             | منظمة الشرطة الجنائية الدولية                | ?                    | ?                  |
|             | منظمة الأمن والتعاون في أوروبا               | 25 يونيو 1973        | 25 يونيو 1973      |
|             | اتفاقية السماوات المفتوحة                    | ?                    | ?                  |
|             | المنظمة الهيدروغرافية الدولية                | ?                    | ?                  |
|             | مجلس الأمن التابع للأمم المتحدة              | 2015                 | 24 أكتوبر 1945     |
|             | الاتحاد الدولي للاتصالات                     | 1866                 | 1866               |
|             | المركز الدولي لتسوية المنازعات الاستشارية    | 17 سبتمبر 1994       | 20 سبتمبر 1967     |
|             | مجموعة أستراليا                              | 1985                 | 1985               |
|             | مجموعة الموردين النوويين                     | ?                    | ?                  |

## معرض صور

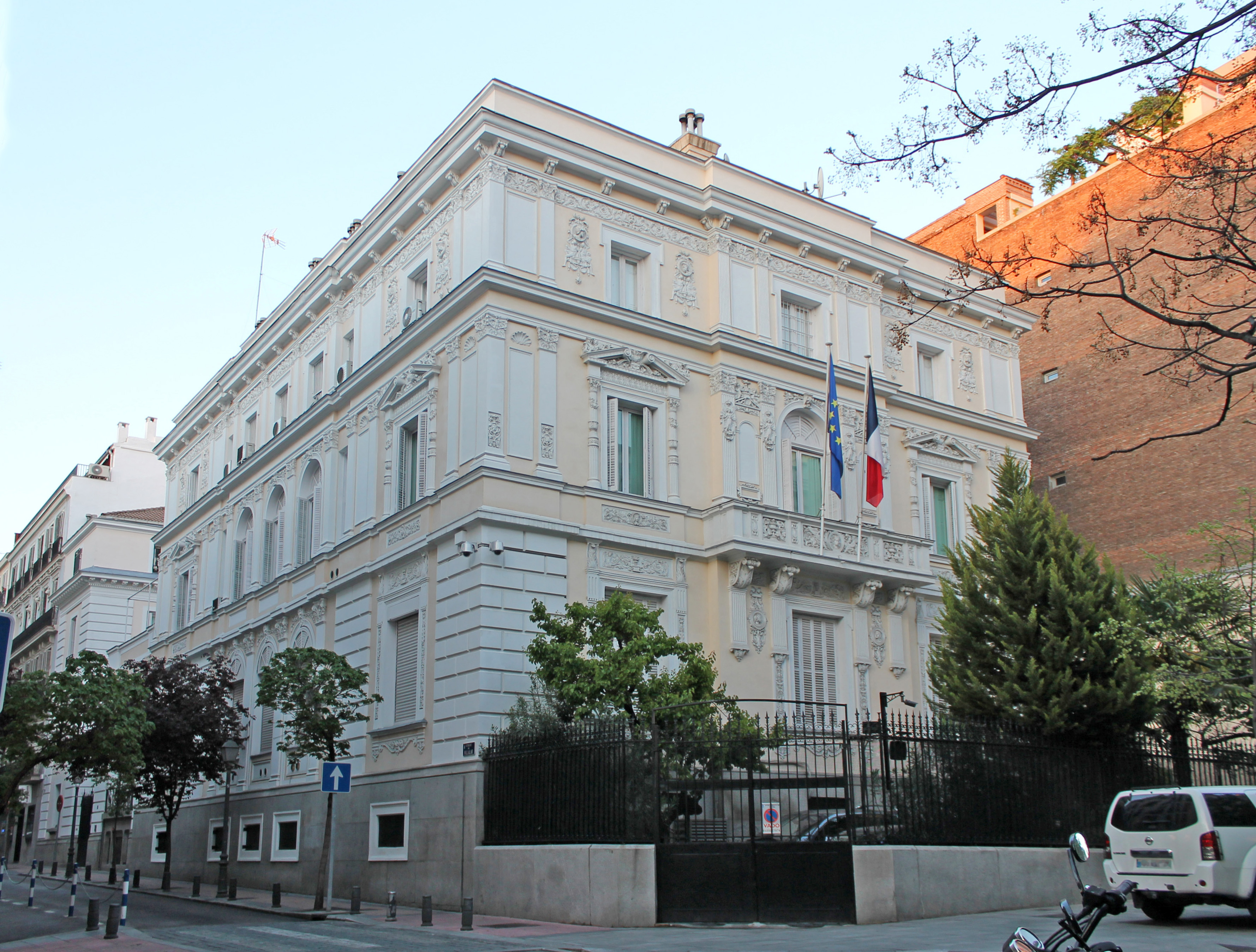
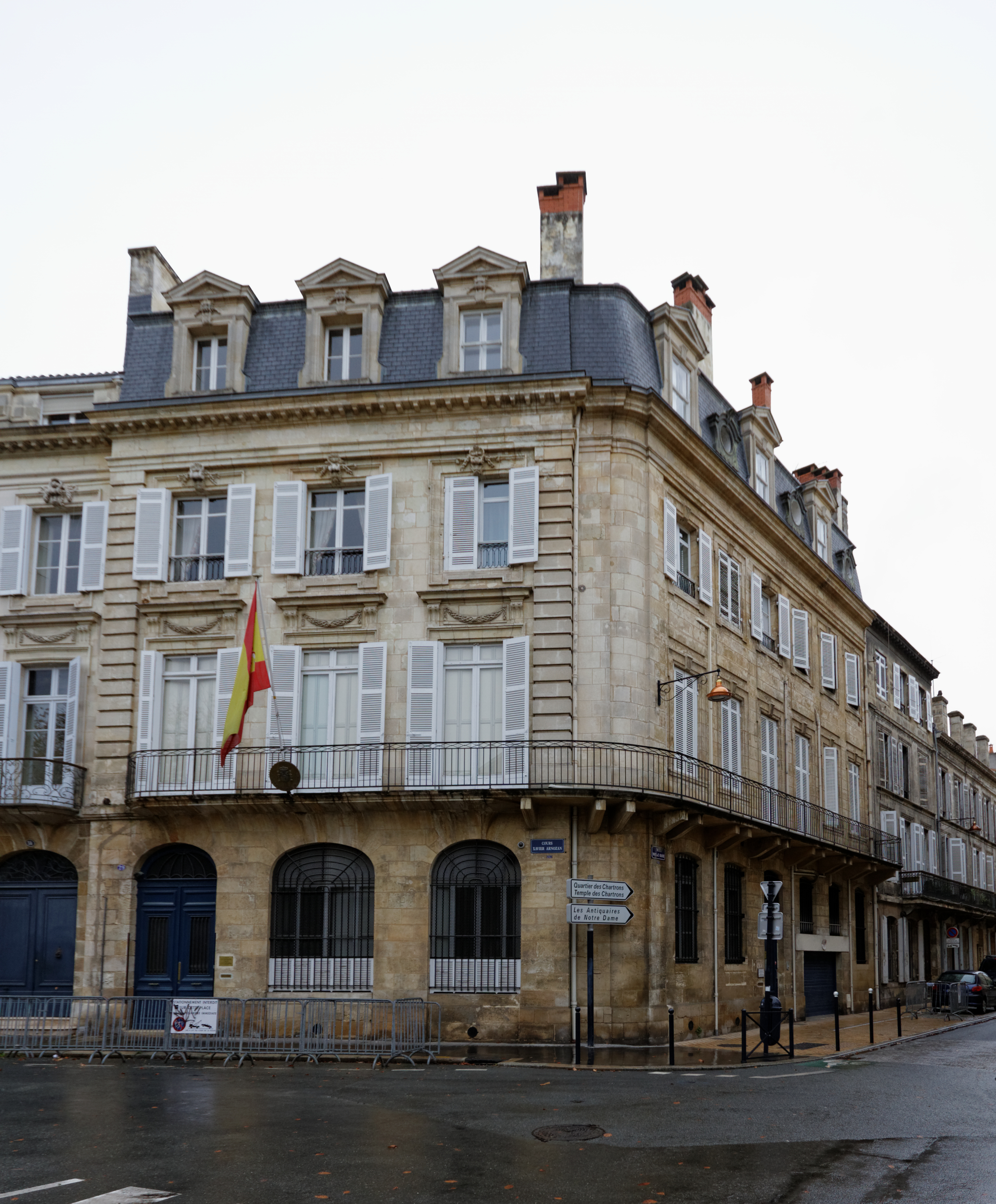
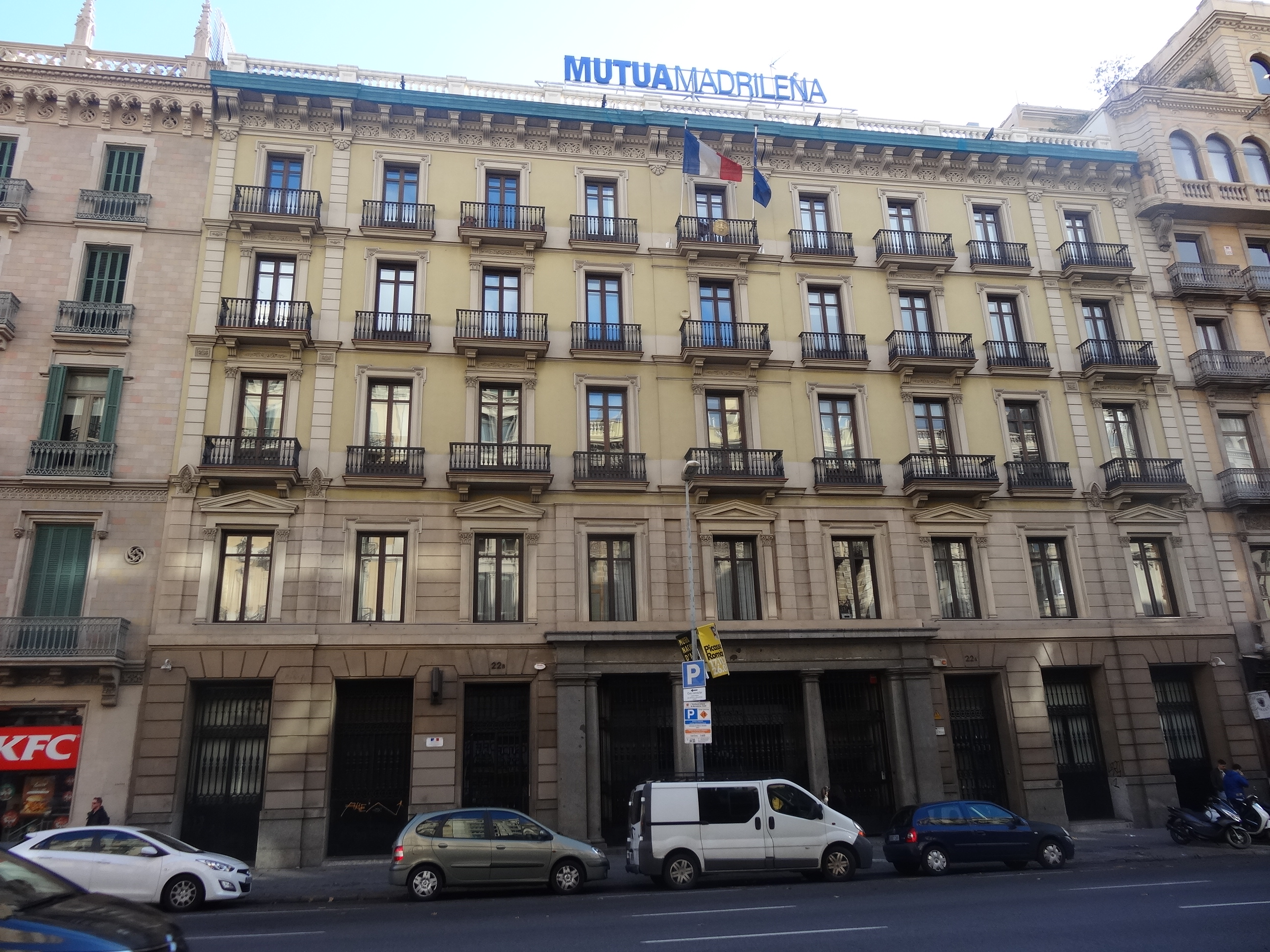
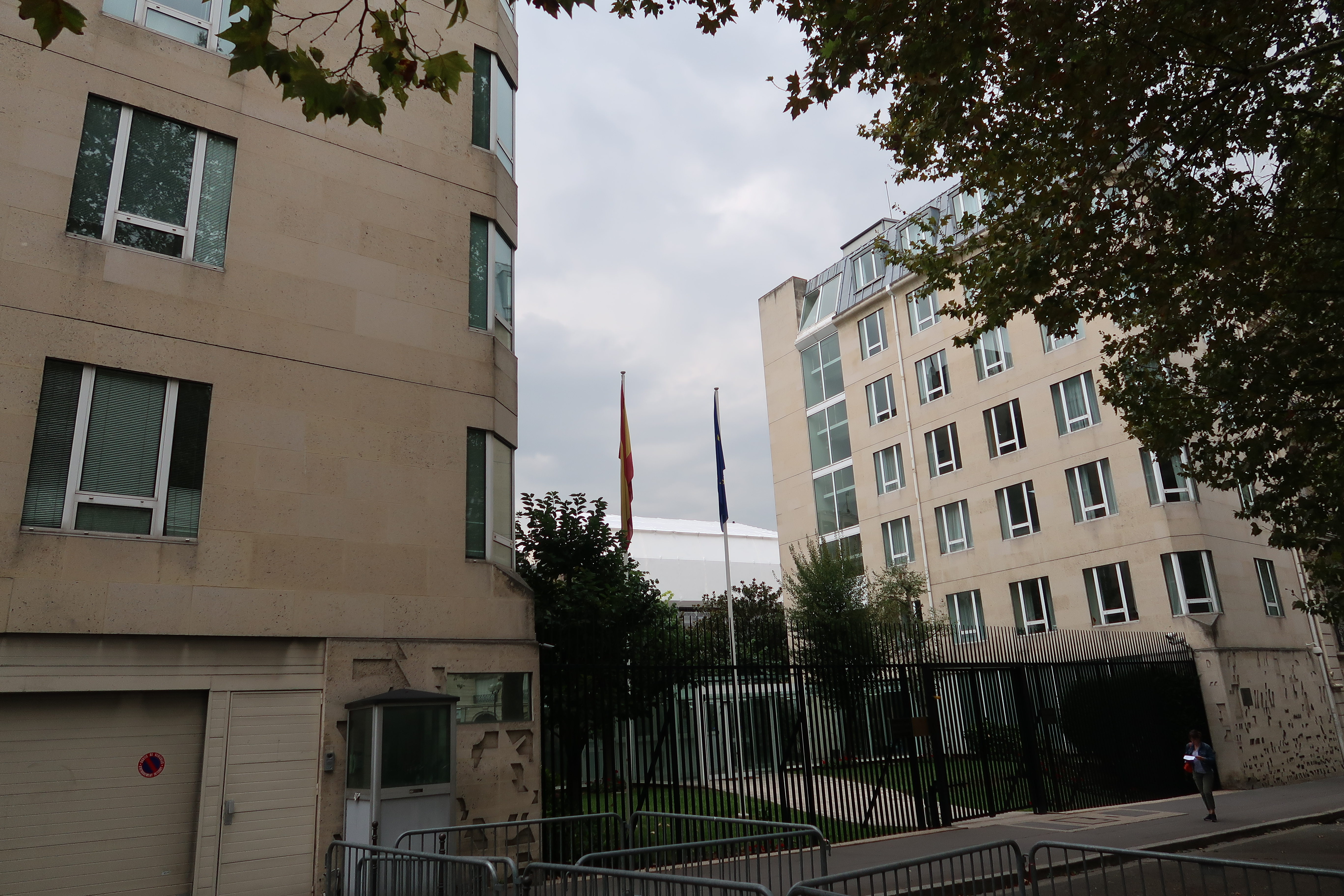
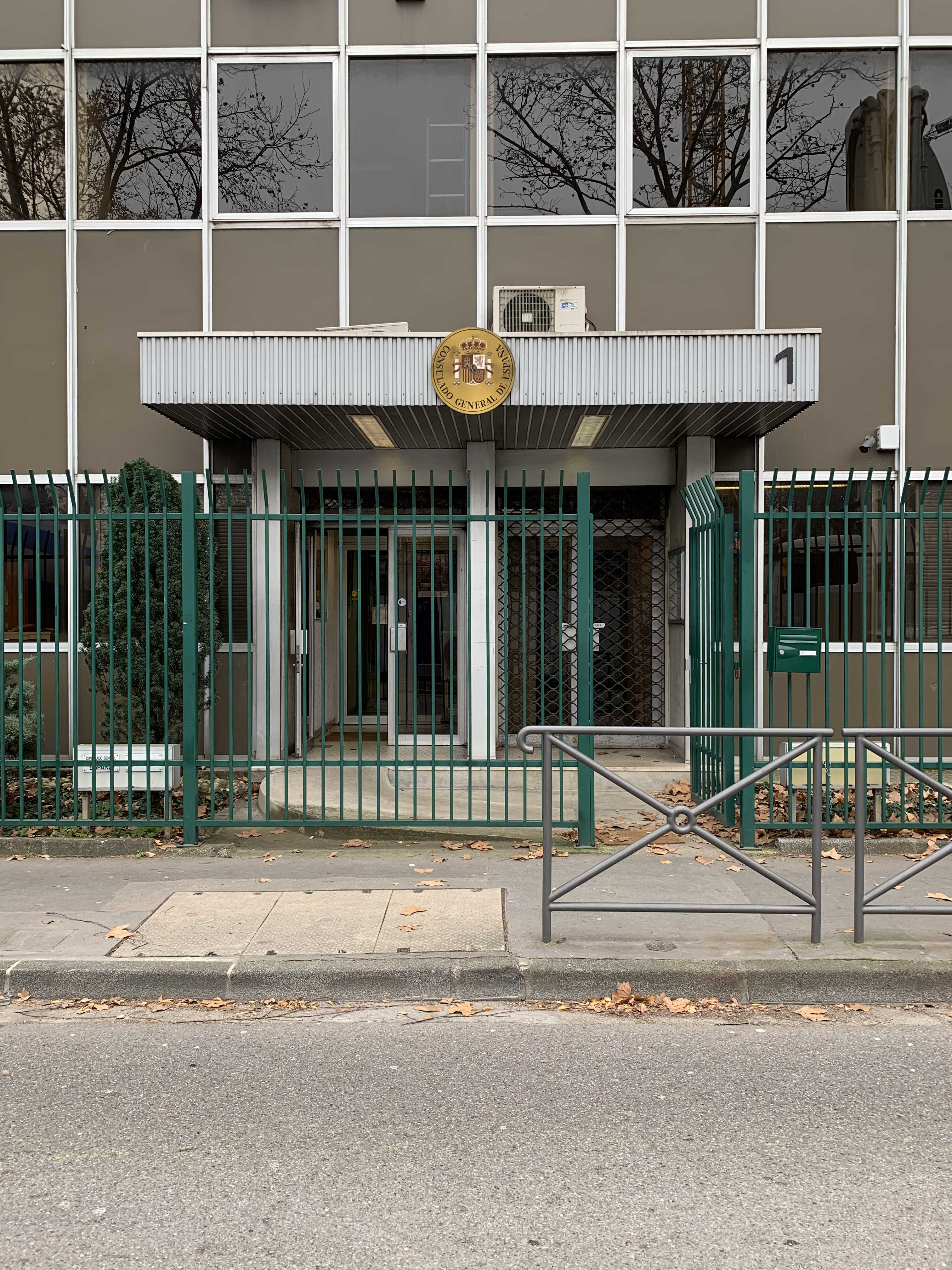

## وصلات خارجية
- موقع وزارة الخارجية الإسبانية
- موقع وزارة الخارجية الفرنسية